# 코나라크

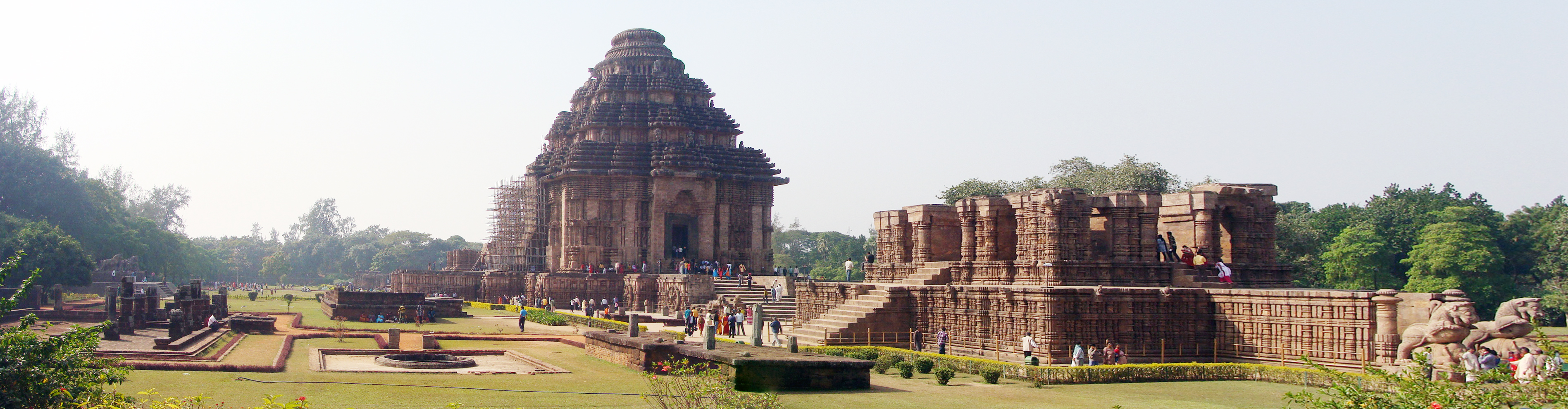

코나라크(Konark, 힌디어: कोनार्क)는 인도 오디샤주의 도시로, 부바네스와르(오디샤 주의 주도)에서 남동쪽으로 약 70km 정도 떨어진 곳에 위치한다.
태양신 수리야를 모시는 힌두교 사원이자 유네스코가 지정한 세계유산인 코나라크의 태양신 사원이 이곳에 위치하고 있다.